# رین دو وال
رین دو وال (هلندی: Rein de Waal; ۲۴ نوامبر ۱۹۰۴ – ۳۱ مهٔ ۱۹۸۵) بازیکن هاکی روی چمن اهل هلند بود که در بازی‌های المپیک تابستانی ۱۹۸۲ و بازی‌های المپیک تابستانی ۱۹۳۶ شرکت کرد.مدال نقره را از آن خود کرد و او هر چهار مسابقه را به عنوان عقب انجام داد.هشت سال بعد با تیم هلند به مدال برنز رسید.او هر پنج مسابقه را به عنوان عقب بازی کرد.   